# Flechtingen
Flechtingen är en kommun och ort i Landkreis Börde i förbundslandet Sachsen-Anhalt i Tyskland.
Kommunen bildades den 1 januari 2010 genom en sammanslagning av de tidigare kommunerna Behnsdorf, Belsdorf, Böddensell och Flechtingen.
Kommunen ingår i förvaltningsgemenskapen Flechtingen tillsammans med kommunerna Altenhausen, Beendorf, Bülstringen, Calvörde, Erxleben och Ingersleben.